# Селден, Джон
Джон Селден (англ. John Selden, 16 декабря 1584 года, Селвингтон (англ.), графство Суссекс, Англия — 30 ноября 1654 года, Лондон) — английский юрист, историк права, антикварий, политический деятель.

## Биография
Учился в грамматической школе в Чичестере, затем продолжил образование в Оксфорде. В 1603 году вступил в корпорацию барристеров Лондона. В 1612 году занялся юридической практикой. С 1623 года неоднократно избирался в парламент.
Примыкал к антиабсолютистской оппозиции, в 1629 году вместе с другими парламентскими лидерами был арестован и находился в заключении.
В 1640—1649 годах — член «Долгого парламента», в котором представлял интересы Оксфордского университета. Принимал активное участие в разработке целого ряда парламентских актов, в частности, в качестве эксперта по аграрному законодательству.
Был известным специалистом по антиквариату, ориенталистике и т. д.

## Избранные труды
Автор ряда трудов по истории Англии, истории права у восточных народов.
- Почетные титулы (1614),
- История гражданского управления Англии до нормандского завоевания (1615),
- История церковной десятины (1618),
- Закрытое море (1635),
- Привилегии баронства, заседающего в парламенте (1642).

Джону Селдену принадлежит ряд работ по истории права восточных народов.
Трактат «Закрытое море» (Маrе Сlausum) был издан при поддержке короля и является самым известным произведением юриста. В отличие от работы Г. Гроция «Свобода морей» (Mare liberum, 1609), в которой отстаивался тезис о том, что море является «свободным» для всех, книга Селдена предлагает развернутую разработку концепции закрытого моря. Автор ставил целью доказать, что английский король является обладателем прилегающего к государству моря как неделимой и вечной части Британской империи. В то время британские морские владения включали Атлантический океан до побережья Америки и Гренландии — на западе, берегов Голландии и Норвегии — на востоке и вод Ла-Манша до побережья Франции.
В трактате Селден доказывал, что практически море, по сути, имеет свойства сухопутной территории, таким образом, оправдывая притязания Англии в отношении установления суверенитета над морскими просторами.
Джон Селден, опираясь на доктрину естественного права и права народов, пытался доказать, что море не является общим пользованием всех людей, оно, как и земля, может находиться в частной собственности или под властью отдельно взятого человека. Он широко использовал исторические прецеденты, институты римского права и практику римских юристов, сведения, заимствованные у греческих историков и т. д.
Автор сталкивался с необходимостью объяснить отрицание подобных прав Испании и Португалии, которое проходило красной нитью в произведениях его соотечественников второй половины XVI века. Он объясняет данное противоречие отсутствием у пиренейских государств силы, способной подкрепить эти права. Отстаивая свою точку зрения относительно возможности присвоения морей и океанов отдельными государствами, Селден допускал возможность мирного прохода судами частным (приватизированным) морем и торговлю на прилегающей к морю территориальной суше, но при условии, что такие действия являются безопасными для государства и не могут причинить вред её национальным интересам.
В историю английской литературы вошёл как автор книги «Застольных бесед», опубликованной посмертно в 1689 году.
В 1887 году в Англии был основано научное «Селденовское общество».